# AITalk
AITalk（エーアイトーク）とは、株式会社エーアイが提供する音声合成エンジンである。正式名はAITalk®。

## 概説
人の声で合成する技術である「コーパスベース音声合成方式」と、最新の深層学習技術を活用した「DNN音声合成方式」を、利用シーンに合わせて選択することで、さらなる人間らしさ・豊かな音声を追求した高品質音声合成エンジン。15名以上の日本語話者や関西弁話者の製品に加え、40言語以上の外国語にも対応した製品・サービスもある。

## バージョン
AITalk
2007年4月提供開始。2010年6月のVer.3.2までバージョンアップが続けられた。この時点で基本的な機能は既に備わっており、文章をそのまま読み上げ、出力することが可能。Ver.3.0では、日本語解析処理の改良に伴い、より自然な発音が可能となった。
AITalk II
2012年6月提供開始。ルビ機能が追加され、ルビを振ることによって表記と違う発音をさせることが可能になった。また、抑揚の調整が可能となった。入力した文章全体に対しての適用となる。
AITalk 3
2013年6月提供開始。アクセント句（フレーズ）単位での調整が可能となった。この範囲変更には、AITalk IIで実装された抑揚調整機能も含まれる。2013年11月には、エーアイ社のHP限定で出力できるデモ版として、関西風話者が追加され、その後「かんたん！ AITalk II Plus」の追加パックとして提供されていた。ただし長い間AITalkの話者としてはβ版扱いでの提供となっていた。
AITalk 4
2015年6月提供開始。感情表現が可能となり、喜・怒・悲の3種類に対して、個別にパラメータを設定することができる。ただし、AITalk 4標準の話者では、喜のみが2人・完全対応が2人のみと非常に限られている。2017年8月には「AITalk 4.1」にアップデートされ、感情表現完全対応話者が1人増加した他、長らくβ版であった関西風の話者2人が製品版へ昇格した。
AITalk 5.0
2020年4月提供開始。従来型の「コーパスベース音声合成方式」に加え、ディープラーニングを活用した「DNN音声合成方式」を、利用シーンに合わせ選択することができる。
また、エーアイ自社の個人向けブランドとして「A.I.VOICE」（エーアイボイス、略称アイボス）シリーズのリリース(2021年2月22日)が発表されている。当シリーズでは波形合成のみの実装となるが、新たに別のライブラリの口調を模倣できるボイスフュージョンが実装される。また、個人・法人問わず参入費用を最小に抑えることができる参入プラン「A.I.VOICE Junior」が創設された。2022年10月12日には法人向けサービス「A.I.VOICE Biz」の展開が始まった。
AITalk 6
2023年10月発表。AITalk5による「DNN音声合成方式」の検証や新たな学習を踏まえて品質改善を行い、より自然な音声合成を実現している。当エンジンを搭載し、DNN音声合成方式にも対応した「A.I.VOICE 2」シリーズが2023年12月22日からWindowsに加え、macOSでも展開されることが発表された。

## 音声合成デモンストレーション
2023年11月現在、エーアイの音声合成デモンストレーションページにて、下記音源の試用ができる。
- 日本語（女性）
  - 波形接続方式（感情表現あり）、DNN方式対応 : のぞみ、かほ
  - 波形接続方式のみ対応：しおり（感情表現あり）、ゆみこ、かのん、つばさ、あかり、ななこ
- 日本語（男性）
  - 波形接続方式（感情表現あり）、DNN方式対応 : せいじ、たいち 、けんた
  - 波形接続方式のみ対応：おさむ
- 日本語（子供）
  - 波形接続方式のみ対応：あんず、ちひろ、こうたろう、ゆうと
- 日本語（男性・関西弁風）
  - 波形接続方式のみ対応：やまと
- 日本語（女性・関西弁風）
  - 波形接続方式のみ対応：みやび

## 使用製品

### ソフトウェア
VOICEROIDシリーズ
発売元はAH-Software。
- 月読アイ
- 月読ショウタ
- 秘密結社鷹の爪 吉田くん
- 民安ともえ（弦巻マキ）
- 結月ゆかり
- 東北ずん子
- 琴葉茜・葵
- 水奈瀬コウ
- 京町セイカ
- 東北きりたん
- 紲星あかり
- 桜乃そら
- 東北イタコ
- ついなちゃん
- 伊織弓鶴
- 音街ウナ

ギャラ子talk
発売元はヤマハ。「ギャラ子 NEO」に同梱されている。
音街ウナTalk Ex
発売元はインターネット。
ガイノイドTalk 鳴花ヒメ･ミコト
ガイノイドTalk flower
以上2作の発売元はガイノイド。
A.I.VOICEシリーズ
- 琴葉茜・葵（日本語、英語、中国語）
- 伊織弓鶴
- 羽ノ華
- 栗田まろん
- 紅桜ショウガ

A.I.VOICEアナウンス部
- 結城香
- 潮崎かずき
- 日ノ出賢
- 風見壮一

以上の発売元はエーアイ。
- 結月ゆかり
- 紲星あかり

以上の発売元はVOCALOMAKETS。
- レプリボイス 足立レイ

発売元はメカニカルガール。
- GUMI

発売元はインターネット。
- 咲ちゃん

発売元はついなちゃんプロジェクト。
- 紡乃世詞音

発売元はKADOKAWA。
- ZOLA Project
- VY Project

発売元はヤマハ。
- ユニティちゃん

ユニティ・テクノロジーズ・ジャパン
A.I.VOICE Junior
A.I.VOICE Juniorは発売時Juniorの表記が外されA.I.VOICEとして販売される。
- タンゲコトエ
- 式狼縁・式大元
- RIA
- 来果
- 青山龍星
- 夜語トバリ
- カキョウヨサリ

### その他製品
クマ・トモ
Pepper
＃コンパス 戦闘摂理解析システム
全国瞬時警報システム（J-ALERT）
CommU

## ウェブサービス

### AITalk CustomVoice
2012年提供開始。AITalkの特徴である、少ない収録時間でオリジナル音声合成辞書を作成するサービスをより高品質に、より手頃な価格にしたサービス。

## 株式会社エーアイ
株式会社エーアイは、東京都文京区に本社を置く音声合成技術を主な製品・サービスとして提供する企業。代表取締役社長は廣飯 伸一。
代表的な製品・サービスには「A.I.VOICE」シリーズをはじめとした製品に搭載されている音声合成エンジン「AITalk」や、吸収合併したコエステ株式会社から継承した音声合成ウェブサービスの「コエステーション」「CoeAvatar」などがある。